# 宇佐美秀文
宇佐美 秀文（うさみ ひでふみ、1974年4月14日 - ）は、日本の作曲家、編曲家、マニピュレーター、音楽プロデューサー。本名同じ。

## 概略
幼少期より楽曲制作に興味を持ち、中学時代にシンセサイザーに没頭。この頃より映画音楽やジャズフュージョンに強い影響を受け作編曲家を目指す。
その後専門学校で音楽理論を修得、卒業後、ゴスペラーズのバンマスを勤めていたキーボーディスト・作曲家の田辺恵二に師事。これを機にそれまでのフュージョン路線からJ-POP、R&Bへと作風をシフトする。
2000年からゴスペラーズの作曲プリプロダクションマニピュレーターを務めるかたわら、ライブではツアーサポートメンバーとしても活躍。ゴスペラーズ、同グループのソロ活動における楽曲制作・楽曲提供・編曲・ライブサポートに長きに渡り深く関わり続けている。
2012年からはBABYMETALの国内外でのライブサポートに参加。ライブでの楽曲アレンジにも一部携わっている。
他にも音楽プロデューサーとしての活動や、自身のバンドU.S.Bでのライブ活動も行っている。

## ゴスペラーズとの関係
当初は師事していた田辺恵二のアシスタントとして制作やライブに関わっていたが、2000年頃に田辺からゴスペラーズの担当を引き継ぎマニピュレーターとしてデビュー。以来ゴスペラーズとの関係は公私ともに深く、メンバーやファンから6人目のゴスペラーズと称されるほどである。

## BABYMETALとの関係
BABYMETAL結成当初はバックバンドが付いていなかった為、ライブでの音源を一手に引受けていた。その後神バンドと呼ばれるバックバンドが着くようになったが、シーケンス主体の楽曲がメインの為現在も継続してライブサポートを行っている。スタッフとして携わっているが、演奏の重要部分を担っている事やライブにおける楽曲アレンジを行っている事もあり、バックバンドの一員として捉えているファンも多い。

## 参加ユニット
- U.S.B - 須藤満(b)、DJバリK～ん(turntable)、宇佐美秀文(manipulator)によるインストバンド。2015年よりライブ活動を行っている。

## ディスコグラフィ

### 作・編曲
1996年
- 美保関隕石博物館「宇宙ってなんだろう？」（サウンドトラック）

1997年
- 劇団・浮々雲々団「Jesio's Bar」（テーマ曲）
- 秋田県玉川ダム資料館「水と緑の物語」（サウンドトラック）

2002年
- ゴスペラーズ「ポーカーフェイス featuring Rhymester」（作曲 with 黒沢薫）JR北海道CM曲／「北極星」（作曲・編曲 with 松本圭司）土曜ワイド劇場テーマソング

2003年
- SPEED「Walking in the rain」（編曲 with 松本圭司）

2004年
- ゴスペラーズ「Sweet」（編曲 with 妹尾武）

2005年
- 黒沢薫「電話のむこう」（作曲 with 黒沢薫）／「Groovin'」（編曲）
- 三浦大知「Keep It Goin' On」（作曲 with 黒沢薫）
- 中林芽依「Happy」（作曲）フィットハウスCM曲
- NAOMI YOSHIMURA「紅茶の記憶」、「虹」、「あなたのラヴソング」（作曲）
- 夏川りみ「シマダチ」（作曲 with 村上てつや）
- MAX「Wonder Woman」（作曲・編曲）
- 三浦大知「One Step Closer」（編曲）

2006年
- ゴスペラーズ「狂詩曲」（作曲・編曲）／「SAYONARA」（作曲 with 村上てつや）
- ZOOCO「二人のラブゾーン」（作曲 with 村上てつや）
- ZOOCO「青空」（編曲 with K-Muto）
- K「Again featuring 黒沢薫」、「Friends before Lovers」（編曲）

2007年
- 加藤登紀子「ギタリズム（duet with 村上てつや）」（作曲）
- カノン「都会の天使たちへ」（編曲 with 妹尾武）
- スキップカウズ「赤い手」（編曲 with 村上てつや・妹尾武）
- Chix Chicks「Shining Star」（作詞 with 立田野純・作曲・編曲）／「Ding! Dong! Dong!」、「Bye」、「Type on me」、「愛のふるえ」（作曲・編曲）
- 鈴木雅之＆島谷ひとみ「ふたりでいいじゃない」（作曲・編曲）／「放浪春秋」（編曲）
- JUNE「Pride of Tomorrow」（編曲）テレビ東京「D.Gray-man」EDテーマ曲
- 関根奈緒「STAY」（作詞・作曲・編曲）
- 冨永裕輔「ALL I NEED」（編曲）
- 夏川りみ「じゃあね、またね。」（作曲）
- HUSKIES「Ultimate」（アグレッシブパート作曲・編曲）

2008年
- ゴスペラーズ「輪舞」（編曲）　日清カップヌードル ミルクシーフードヌードルCM曲
- 竜小太郎「紙芝居」、「初恋人」（編曲）

2009年
- ゴスペラーズ「ふたつの祈り 〜X'mas Love to you〜」（作曲 with 黒沢薫）　アクセサリーPePe CM曲／「シマダチ」（作曲 with 村上てつや・編曲 with シマダチ三兄弟）／「ラヴ・ノーツ　十二の果実」（サウンドトラック）
- Nao West「Let's Get Started」（作曲・編曲）／「Change」（作曲）
- TOKYO MX TVアニメ「車に乗った太陽」（サウンドトラック）
- EASTWEST BOYS「Leavin'」、「Everything」 、「Forever」、「Apologize」（編曲）

2010年
- ゴスペラーズ「冬のユタカ」（サウンドトラック）
- 安岡優「ROSE」、「夢の中でもいいよ」、「ハコブネ」、「MARIA!」、「アイス」、「肌色、桃色、夜の糸」、「ふたりきり」、「the Traveling show (must go on.)」（編曲）／「パンドラ」（作曲・編曲）
- en-Ray「JOY」（編曲）

2011年
- PS9「Pure Song」、「ABC」（Psalm）、「孤独な天使」（JULEPS）（作曲・編曲）
- Psalm「what you think」（作曲・編曲）

2012年
- ゴスペラーズ「STEP!!」（作曲 with 村上てつや）
- 安岡優「XYZ」（作曲・編曲）
- JULEPS「誓い」（作曲 with 松山優太・編曲）
- Psalm「Yeahといぇー」（作曲・編曲）

2013年
- 黒沢薫「金星」（作曲 with 黒沢薫・編曲 with 松本圭司）／「Miracles duet with PUSHIM」（編曲）
- 安岡優「言わないでロンリー」、「ただいまが言いたくて」（編曲）
- BABYMETAL「NO RAIN , NO RAINBOW」（ストリングス・ピアノ＆コーラスアレンジ）

2014年
- ゴスペラーズ「3月の翼」（編曲）
- 安岡優「Border line」（作曲・編曲）／「あなたのせいさ」（編曲）
- Psalm「ABC」、「yeah yeah」（作曲・編曲）

2015年
- Every Little Thing「MY LIFE」（編曲）住宅情報館「浮世絵編」CMタイアップ／「Everything」（編曲・コーラスアレンジ）
- PrizmaX「If you」（作曲・編曲）
- fumika「Prologue」、「Epilogue」（作曲・編曲）

2017年
- ゴスペラーズ「Silent Blue」（編曲）

2018年
- ゴスペラーズ「W2N2」（編曲）

## ライブサポート（マニピュレーター）
2002年
- ゴスペラーズ「ゴスペラーズ坂ツアー 2002 "GT"」

2004年
- ゴスペラーズ「ゴスペラーズ坂ツアー 2004 "号泣"」

2005年
- ゴスペラーズ「ゴスペラーズ坂ツアー 2005 "G10"」

2006～2007年
- ゴスペラーズ「ゴスペラーズ坂ツアー 2006~2007 "セルゲイ"」

2008年
- ゴスペラーズ「ゴスペラーズ坂ツアー 2008 "ハモリ倶楽部"」

2009年
- ゴスペラーズ「ゴスペラーズ坂ツアー2009 "15周年漂流記 春夏"」
- ゴスペラーズ「ゴスペラーズ坂ツアー2009 "15周年漂流記 秋冬"」
- MEG「MEG PREMIUM LIVE "PARTY" at STUDIO COAST」

2010年
- ゴスペラーズ「ゴスペラーズ坂ツアー 2010~2011 "ハモリ倶楽部 響"」
- 安岡優「安岡優 単独公演 "ユタカさん、時間です。"」(全楽曲編曲・Liveマニピュレーター)
- MEG「MEG TOKYO NIGHT PARTY 2010」

2011年
- ゴスペラーズ「ゴスペラーズ坂ツアー 2010~2011 "ハモリ倶楽部 響"」
- 2011～2012年ゴスペラーズ「ゴスペラーズ坂ツアー 2011~2012 "ハモリズム"」

2012年
- ゴスペラーズ「ゴスペラーズ坂ツアー 2012~2013 "FOR FIVE"」
- 安岡優「第二回単独公演 "社会の窓"」(全楽曲編曲・Liveマニピュレーター)
- 安岡優「安岡優 ソロライブ "架空の主題歌"」
- BABYMETAL「LEGEND "I"」
- BABYMETAL「LEGEND "D"」
- SOUL POWER SUMMIT 2012

2013年
- ゴスペラーズ「ゴスペラーズ坂ツアー 2012~2013 "FOR FIVE"」
- ゴスペラーズ「ゴスペラーズ坂ツアー 2013~2014 "ハモ騒動"」
- 黒沢薫「ソロライブ2013 "LOVE LIFE"」
- 安岡優「安岡優 第三回単独公演 社会の窓〜ユタカさん、大阪です」（全楽曲編曲・Liveマニピュレーター）
- 安岡優「安岡優 ソロライブ "自祝モード"」
- BABYMETAL「LEGEND "Z"」
- BABYMETAL「DEATH MATCHツアー"五月革命"」
- BABYMETAL「METROCK 2013」
- BABYMETAL「"メギツネ"リリース記念ミニライブ」
- BABYMETAL「LEGEND "1999" YUI MOA聖誕祭」 （Liveマニピュレーター・ストリングス・ピアノ＆コーラスアレンジ）
- BABYMETAL「LEGEND〜キツネ祭り」
- BABYMETAL「SUMMER CAMP 2013」
- BABYMETAL「JOIN ALIVE 2013」
- BABYMETAL「ROCK IN JAPAN FESTIVAL」
- BABYMETAL「SUMMER SONIC 2013 Tokyo,Osaka」
- BABYMETAL「イナズマロックフェス」
- BABYMETAL「LIVE IN SINGAPORE」
- BABYMETAL「COUNTDOWN JAPAN 13/14」
- BREAKING ARROWS「SUMMER SONIC 2013 Tokyo」

2014年
- ゴスペラーズ「ゴスペラーズ坂ツアー 2013~2014 "ハモ騒動"」
- 安岡優「ソロライブ 2014“8×5＝40(はちごしじゅう)”」
- BABYMETAL「完全櫻樂團 第壹團 重音偶像大對決 BABYMETAL×ChthoniC」
- BABYMETAL「LIVE AT BUDOKAN 赤い夜 LEGEND “巨大コルセット祭り” 〜天下一メタル武道会ファイナル〜」
- BABYMETAL「LIVE AT BUDOKAN 黒い夜 LEGEND “DOOMSDAY” 〜召喚の儀〜」
- BABYMETAL「APOCRYPHA - I」
- BABYMETAL「APOCRYPHA - II」
- BABYMETAL「WORLD TOUR 2014（France・Germany・UK・Japan）」
- BABYMETAL「Sonisphere Festival UK」）
- BABYMETAL「LADY GAGA'S artRAVE: The ARTPOP Ball（オープニングアクト）」
- BABYMETAL「HEAVY MONTRÉAL」
- BABYMETAL「SUMMER SONIC 2014 Tokyo,Osaka」
- BABYMETAL「BACK TO THE USA/UK TOUR 2014」
- SOUL POWER SUMMIT 2014
- 2014～2015年ゴスペラーズ「ゴスペラーズ坂ツアー 2014~2015 "G20"」

2015年
- BABYMETAL「APOCRYPHA - Only The FOX GOD Knows -」
- BABYMETAL「SUMMER SONIC 2015 Tokyo,Osaka」
- BABYMETAL「APOCRYPHA - THE RED MASS - II」
- BABYMETAL「APOCRYPHA - THE BLACK MASS - II」
- BABYMETAL「WORLD TOUR 2015 (Germany - Frankfurt & Berlin -)」
- BABYMETAL「Reading & Leeds Festivals 2015」
- BABYMETAL「WORLD TOUR 2015 IN JAPAN」
- BABYMETAL「OzzFest Japan 2015」
- BABYMETAL「COUNTDOWN JAPAN 15/16」
- 安岡優「ソロライブ 2015“41(よい)知らせ”」

2016年
- BABYMETAL「WORLD TOUR 2016 kicks off at THE SSE ARENA WEMBLEY!! 」
- BABYMETAL「APOCRYPHA - Only The FOX GOD Knows -」
- BABYMETAL「WORLD TOUR 2016 US TOUR」
- 2016 Journeys Alternative Press Awards fueled by Monster Energy」（Liveマニピュレーター）
- BABYMETAL 「APOCRYPHA - WHITE MASS -」（Liveマニピュレーター）
- BABYMETAL「FUJI ROCK FESTIVAL '16」（Liveマニピュレーター）
- BABYMETAL「ROCK IN JAPAN FESTIVAL」（Liveマニピュレーター）
- BABYMETAL「RISING SUN ROCK FESTIVAL 2016」（Liveマニピュレーター）
- BABYMETAL「SUMMER SONIC 2016 OSAKA」（Liveマニピュレーター）
- BABYMETAL WORLD TOUR 2016 LEGEND - METAL REGISTANCE -」（Liveマニピュレーター）
- The Gospellers「はやぶさかがやきツアー2016」（Liveマニピュレーター）
- 安岡優「安岡優 ソロライヴ "お兄さんと一緒"」（Liveマニピュレーター）

2018年
- ゴスペラーズ「ゴスペラーズ坂ツアー 2018~2019 "What The World Needs Now"」

2021年
- HYDE「20th Orchestra Concert 2021 HYDE HEIANJINGU」

### プロデュース
- 2014年N.A.O.「S.T.R.O.N.G.E.R」
- 2014年N.A.O.「All right」